# Sławoborze
Sławoborze [swavɔˈbɔʐɛ] (tiếng Đức: Stolzenberg) là một ngôi làng ở hạt Świdwin, West Pomeranian Voivodeship, ở phía tây bắc Ba Lan. Đó là chỗ ngồi của gmina (khu hành chính) được gọi là Gmina Sławoborze. Nó nằm khoảng 13 kilômét (8 mi) về phía bắc Świdwin và 92 km (57 mi) về phía đông bắc của thủ đô khu vực Szczecin.
Ngôi làng có dân số 2.009.